# فرودگاه والجت
فرودگاه والجت  (به انگلیسی: Walgett Airport)  یک فرودگاه همگانی  با کد یاتا WGE است که یک باند فرود آسفالت دارد و طول باند آن ۱۶۲۶ متر است. این فرودگاه در  کشور استرالیا قرار دارد و در ارتفاع ۱۳۳ متری از سطح دریا واقع شده است.